# Paul Foerster
Paul Foerster (Rangely, 19 novembre 1963) è un'ex velista statunitense. Nel 2015 è stato inserito nella "Hall of Fame" di vela statunitense.

## Carriera
Nel corso della sua attività sportiva, il velista statunitense partecipò a quattro edizioni dei giochi olimpici (1988, 1992, 2000 e 2004) e conquistò due medaglie d'argento alle Olimpiadi di Barcellona e di Sydney; nel 2004 invece si laureò campione olimpico ad Atene, conquistando la medaglia d'oro nella classe 470 insieme al collega Kevin Burnham.
Tra il 1991 ed il 1992 conquistò due volte consecutivamente la medaglia d'oro ai mondiali di Flying Dutchman.

## Palmarès
| Anno | Manifestazione      | Sede           | Evento | Risultato | Prestazione | Note |
| ---- | ------------------- | -------------- | ------ | --------- | ----------- | ---- |
| 1991 | Mondiali            | Tauranga       | Vela   | Oro       |             |      |
| 1992 | Mondiali            | Cadice         | Vela   | Oro       |             |      |
| 1992 | Olimpiadi           | Barcellona     | Vela   | Argento   |             |      |
| 2000 | Olimpiadi           | Sydney         | Vela   | Argento   |             |      |
| 2004 | Olimpiadi           | Atene          | Vela   | Oro       |             |      |
| 2007 | Giochi panamericani | Rio de Janeiro | Vela   | Bronzo    |             |      |
| 2011 | Giochi panamericani | Guadalajara    | Vela   | Argento   |             |      |